# جيمس هاميلتون (محامي)
جيمس هاميلتون (بالإنجليزية: James Hamilton)‏ هو محامي أيرلندي، ولد في 20 مارس 1949.